# Deborah Turbeville
Deborah Lou Turbeville (Stoneham, 6 luglio 1932 – New York, 24 ottobre 2013) è stata una fotografa statunitense.

## Biografia
Deborah Turbeville è stata una fotografa americana, tra le prime a introdurre una visione intimista e malinconica nella fotografia di moda. Il suo stile, caratterizzato da toni sbiaditi, immagini graffiate e atmosfere sospese, ha segnato un punto di rottura rispetto all'estetica patinata dominante nell'iconografia fashion degli anni settanta, contribuendo a ridefinire la rappresentazione della figura femminile nell'ambito editoriale e artistico .
Nata a Stoneham in una famiglia dell’alta borghesia del New England, cresce con i genitori e le zie in un ambiente colto ed elegante, connotato da riservatezza e rigore sviluppando fin da giovane una sensibilità per la composizione visiva, l’introspezione e la solitudine, elementi che ritornano fortemente nella sua visione fotografica. Frequenta la Brimmer and May School, un istituto privato nell’area di Boston. Sono gli anni in cui inizia a fotografare: nebbia, tempeste, oceano, spiagge deserte e luoghi abbandonati i soggetti più ricorrenti.
Trasferitasi a New York con l'intenzione di dedicarsi al teatro, viene scoperta dalla stilista americana Claire McCardell, che la assume come assistente e modella da atelier. Questo ruolo le permette di entrare in contatto con figure chiave e ambienti influenti del settore: fu Diana Vreeland, editor di moda per Harper's Bazaar, a riconoscerne il talento e ad incoraggiarla ad intraprendere la carriera di fashion editor. Turbeville inizia così a lavorare per riviste come Mademoiselle e, in seguito, per Harper's Bazaar stessa.
Poco appagata dal lavoro editoriale, acquista una fotocamera Pentax e inizia a dedicarsi alla fotografia.
Sarà l'incontro nel 1966 con Richard Avedon, durante un workshop da lui tenuto insieme all'art director Marvin Israel, a darle la spinta definitiva per fare della fotografia una professione. Lavorò per riviste come Vogue, Harper's Bazaar e Mirabella, senza tuttavia mai definirsi una fotografa di moda .
Tra gli editoriali più significativi si ricordano quelli realizzati per "Vogue" (USA, Francia, Italia), "W", "Harper’s Bazaar" e "The New York Times". In particolare "Bathhouse" (1975), considerato tra i suoi lavori più iconici e controversi, mette in scena modelle languide e seminude, spesso in pose inusuali o sgraziate, immerse nell'ambiente fatiscente di un ex stabilimento balneare di New York.
Instancabile, ha continuato a lavorare fino agli ultimi anni realizzando alcune delle campagne pubblicitarie per le collezioni Valentino, prima di spegnersi all'età di 81 anni a seguito di un cancro ai polmoni.
Riguardo al mondo della moda diceva: "La moda si prende più sul serio di me" ("Fashion takes itself more seriously than I do").
Le sue opere fanno parte delle collezioni di prestigiose istituzioni, tra cui il J. Paul Getty Museum, il Centre Pompidou, il Metropolitan Museum of Art, il Museum of Fine Arts (Boston), la National Portrait Gallery (Londra) e il Victoria & Albert Museum.
Nel settembre 2020 l’archivio completo di Deborah Turbeville è stato acquisito dal MUUS Collection
che da allora lo custodisce, promuove e ne valorizza il patrimonio attraverso mostre, pubblicazioni e progetti di ricerca.

## Una nuova fotografia di moda
Come riportato nel 2009 dal "Women’s Wear Daily", Turbeville contribuì a trasformare la fotografia di moda in una forma di arte d’avanguardia., sovvertendone radicalmente i codici tradizionali e discostandosi dalla perfezione formale e rigorosa di autori come Irving Penn, Horst P. Horst ed Edward Steichen, Richard Avedon.
Con la sua visione, spostò l’attenzione dalla centralità dell’abito alla costruzione di ambientazioni evocative e narrative, in cui la moda diventa parte integrante di un racconto visivo più ampio.
L'estetica, malinconica e decadente, è popolata da figure femminili in atmosfere oniriche, ambienti degradati e carichi di memoria, spesso segnati da toni cupi, quasi gotici, e da un senso di inquietudine. Le modelle, prive di interazione con l’obiettivo e con lo spazio, appaiono isolate, sospese in una dimensione distante, quasi irreale; l’abito cede il passo alla suggestione emotiva dell’immagine.
Cercò di evitare il glamour e l'ideale stereotipato: "Non era la ragazza perfettamente bella a farmi venir voglia di scattare, ma quella con un enigma nel volto, con una profondità sotto la superficie". 
Nel 1981, Jacqueline Onassis, allora editor presso la casa editrice Doubleday, affidò a Turbeville l'importante commissione di realizzare un servizio fotografico sulla Reggia di Versailles, concentrandosi in particolare sulle sue aree in disuso e interdette al pubblico. Il volume che ne risultò, intitolato "Unseen Versailles", fu insignito dell'American Book Award e ricevette ampi consensi dalla critica, che ne elogiò lo sguardo raro e penetrante sulla maestosità in disfacimento del celebre palazzo.
Oltre a quest'opera di grande successo, il corpus librario di Turbeville comprende numerosi altri volumi fotografici degni di nota, tra cui "Studio St. Petersburg", "The Voyage of the Virgin Maria Candelaria" e "Newport Remembered".
Sarà pubblicato postumo il volume Comme des Garçons 1981, che raccoglie una serie di scatti eseguiti negli anni ottanta, nati dalla proficua collaborazione con l'iconica casa di moda e la sua visionaria stilista, Rei Kawakubo.

## Stile e poetica
Secondo la stessa Turbeville, la sua opera è stata profondamente ispirata e plasmata dalle esperienze dell'infanzia."Sono come una bambina, devo gestirla ogni ora di ogni giorno."
L'impronte distintiva della sua arte è immediatamente riconoscibile per l’uso di una grana marcata, per le tonalità tenui — dal pastello al seppia fino al bianco e nero più netto — e per un impiego sistematico dello sfuocato.
Ciò che rende il suo linguaggio visivo particolarmente unico è tuttavia il processo di manipolazione fisica dell’immagine. Con il supporto della sua assistente Sharon Schuster, Turbeville interveniva direttamente sulle stampe, graffiandole, macchandole, lacerandole. Le appuntava e le incollava insieme per creare oggetti ibridi unici, in un gesto consapevole di decostruzione. 
Come osservato da Pete Silverton, le sue fotografie diventano così “beni consapevolmente danneggiati”.

## Collezioni pubbliche
- Art Institute of Chicago, Chicago, IL
- Centre George Pompidou, Parigi, Francia
- George Eastman Museum, Rochester, NY
- Getty Museum, Los Angeles, CA
- Hasselblad Foundation, Göteborg, Svezia
- Los Angeles County Museum of Art, Los Angeles, CA
- Metropolitan Museum of Art, New York, NY
- Museum of Fine Arts, Boston, MA
- Museum of Photographic Arts, San Diego, CA
- National Gallery of Art, Washington, D.C.
- National Portrait Gallery, Londra, Inghilterra
- National Portrait Gallery, Smithsonian, Washington, D.C.
- Princeton University Art Museum, Princeton, NJ
- Victoria and Albert Museum, Londra, Inghilterra
- Virginia Museum of Fine Arts, Richmond, VA
- Whitney Museum of American Art, New York, NY

## Mostre principali
- Deborah Turbeville: Photocollage, The Photographer’s Gallery, Londra, 2024–2025
- The Fashion Pictures, Staley-Wise Gallery, New York, 1997
- Unseen Versailles, Grand Palais, Parigi, 1982
- Women in the Woods, Museum of Fine Arts, Boston, 2000
- Retrospective, Gallery 291, Tokyo, 1985

## Opere
- Wallflower, New York, Congreve, 1979. ISBN 093018601X
- Unseen Versailles, introd. di Louis Auchincloss, New York, Doubleday, 1981. ISBN 0385158467
- Newport Remembered, New York, Harry N. Abrams, 1994
- The Voyage of the Virgen Maria Candelaria, Tokyo, Parco, 1996
- Studio St. Petersburg, Boston, Bulfinch Press, 1997
- Casa No. Name, Milano, Rizzoli, 2009
- Past Imperfect, Göttingen, Steidl Verlag, 2010. ISBN 9783865214522